# S&W .32 Safety Hammerless
Le revolver à sûreté et à chien interne Smith & Wesson .32 Safety Hammerless est le jumeau du S&W .38 Safety Hammerless.
Il a été commercialisé de 1888 à 1937 dans trois modèles successifs à  242 981 exemplaires.

## Données techniques
- Pays d'origine :  États-Unis.
- Type : Revolver à brisure
- Fonctionnement : double action exclusive (chien interne) et sécurité par pression palmaire (dos de la crosse)
- Visée : fixe
- Canon : de 7,6 cm à 8,9 cm couramment.
- Longueur minimale : 17,7 cm
- Masse (minimale) à vide : 400 g
- Capacité : 5 coups de .32 Smith & Wesson.
- Crosse : ébonite ou nacre
- Finition : arme bleuie ou nickelée

## Une version pour cycliste fortuné: le Bicycle Revolver
Pour lutter contre les attaques de chiens errants, S&W vendait cette version encore plus compacte avec un canon de 5,1 cm seulement. Ce Bicycle Revolver mesurait ainsi 15 cm pour 380 g.

## Diffusion
Populaire comme arme de défense personnelle, elle fut copiée par des firmes d'Eibar ( Espagne) et de Liège ( Belgique). Connu comme « revolvers américains sans chien », ces copîes (d'un encombrement de 18 cm pour 340 g) étaient vendus  en 1913 pour 27 Francs-or par la future Manufrance, contre 89 Francs pour l'original sorti des usines de Springfield (Massachusetts).

## Autres noms et surnoms
Son mécanisme lui valut le nom commercial de « New Departure » (en raison du poids élevé de départ de sa détente). Son surnom de « Lemon Squeezer » (pour presse-citron) provient de sa sécurité palmaire.

## Dans le cinéma populaire
Ce petit revolver est visible dans Indiana Jones et le Temple maudit.

## Sources
- F. Myatt, Les pistolets et revolvers du 16e siècle à nos jours, 2e édition, Celiv, 1993
- D. Venner, Les Armes américaines, J. Grancher, 1985